# 西马街道 (武汉市)
西马街道是中华人民共和国湖北省武汉市江岸区下辖的一个街道办事处。

## 行政区划
西马街道下辖以下村级行政区划单位：
熊家台社区、江汉北路社区、光荣坊社区、高雄社区、新三巷社区、模范路社区、马祖路社区、香港路社区和联医社区。